# II oblężenie Twierdzy Przemyśl
II oblężenie Twierdzy Przemyśl – działania zbrojne w okolicach Twierdzy Przemyśl, które miały miejsce podczas I wojny światowej, pomiędzy wrześniem 1914 roku a marcem 1915 roku.
Po zakończeniu 14 października 1914 I oblężenia, przystąpiono do uzupełniania zapasów twierdzy, nadwerężonych przez rozkaz Naczelnego Dowództwa, by armie polowe korzystały z zapasów twierdzy.
Mimo dotarcia do twierdzy blisko 213 pociągów z zaopatrzeniem, nie udało się uzupełnić zapasów do wymaganych norm.

## Załoga twierdzy
Stan twierdzy wynosił wówczas 131 tysięcy żołnierzy, 21,5 tysiąca koni, 30 tysięcy ludności cywilnej i 2 tysiące jeńców rosyjskich.

## Siły oblegające
Początkowo Rosjanie blokowali twierdzę siłami wydzielonymi z 11., 3. i 8. Armii, następnie zaś – nie chcąc zatrzymywać doborowych polowych jednostek – przeznaczyli do tego celu specjalną Armię Oblężniczą pod dowództwem gen. Seliwanowa, której stan liczebny był zmienny, artylerię zaś stanowiło 300 dział polowych dużego kalibru.

## Oblężenie
Drugie oblężenie rozpoczęło się 5 listopada 1914. Tym razem nie dochodziło do bezpośrednich starć zbrojnych, lecz wojska rosyjskie otoczyły twierdzę, odcinając jednocześnie dostęp do dostaw zaopatrzenia. Sroga zima przyczyniła się do szybkiego wyczerpywania się zapasów twierdzy. Stopniowo zmniejszane racje żywnościowe zmusiły obrońców do dokonania uboju prawie 10 tysięcy koni będących na zaopatrzeniu. Z czasem coraz więcej żołnierzy zapadało na choroby. Zaczęto odnotowywać coraz częstsze dezercje. W dniach 17–19 marca dokonano nieudanej próby przebicia się przez pierścień wroga, a straty oszacowano na 5,5 tysiąca zabitych, rannych i zaginionych. W odpowiedzi wojska rosyjskie przeprowadziły szturm ze wszystkich stron, lecz twierdzę zdołano jeszcze obronić.

## Kapitulacja

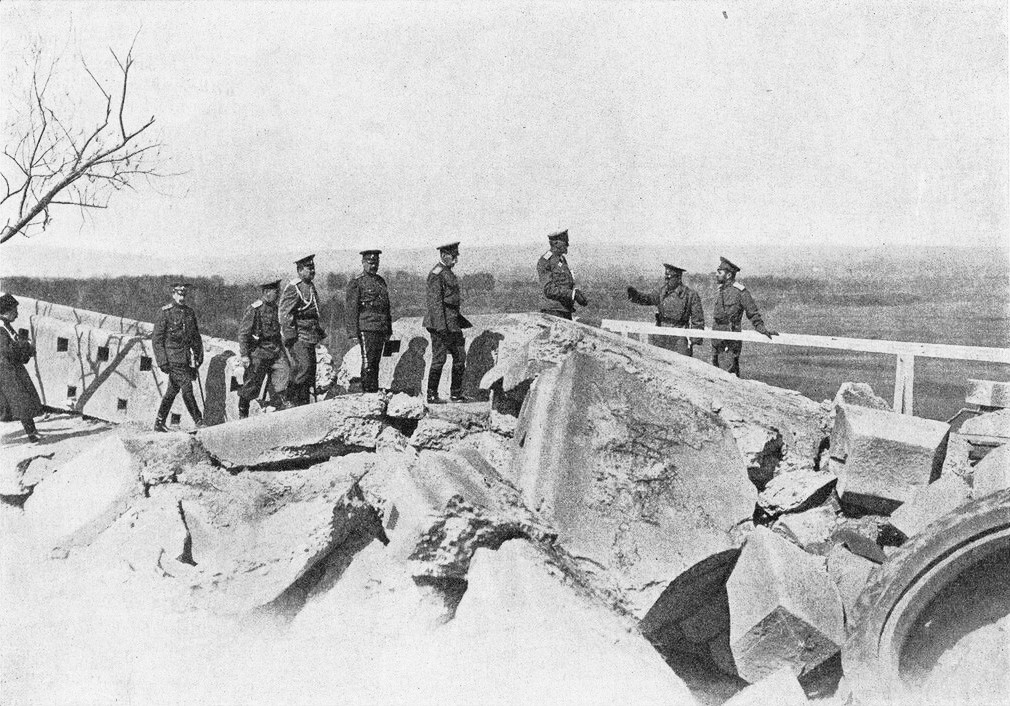
Car Mikołaj II w forcie nr X „Orzechowce”

W wyniku coraz gorszej sytuacji obrońców, dowództwo twierdzy w porozumieniu z Naczelnym Dowództwem Armii 20 marca 1915 wydało rozkaz zniszczenia twierdzy i poddania się.
Od 18 marca zaczęto niszczyć wszelkie zapasy żywności i dobra materialne. 22 marca wysadzono w powietrze działa, forty i mosty na Sanie. 23 marca 1915 o godzinie 6 w sztabie rosyjskiej armii złożono akt kapitulacji twierdzy. Wkrótce do miasta wkroczyły wojska rosyjskie.
Jeńcy austriaccy zostali posegregowani narodowościowo i zesłani do azjatyckiej części Rosji w okolice Turkiestanu, Samarkandy i Taszkentu. Generał Kusmanek, dowódca twierdzy został zesłany w okolice Niżnego Nowogrodu, ale w marcu 1918 powrócił do Wiednia.
26 kwietnia 1915 do Przemyśla przybył car Mikołaj II w celu osobistego odwiedzenia zdobytej twierdzy oraz uhonorowania zdobywców. Każdy żołnierz otrzymał w nagrodę 5 rubli, a oficerowie zostali odznaczeni orderami.